# Lista țărilor după populație
Aceasta este o listă a țărilor după populație. Lista conține țările independente și teritoriile dependente locuite permanent, fiind bazată în principal pe standardul ISO 3166-1.  De exemplu, Regatul Unit este considerat o entitate unică, în timp ce țările componente ale Regatului Țărilor de Jos sunt considerate separat. În plus, această listă include anumite state cu recunoaștere limitată care nu se regăsesc în ISO 3166-1. Populația fiecărei țări este, de asemenea, dată în procente în comparație cu populația lumii, pe care Națiunile Unite o estimează la ora actuală la 8 miliarde.
Notă: Toate teritoriile dependente sau țările constitutive care sunt părți ale statelor suverane sunt afișate cu caractere italice și nu au atribuit un rang numerotat.
O poziție numerotată este atribuit celor 193 de state membre ale Națiunilor Unite, plus cele două state observatoare la Adunarea Generală a Națiunilor Unite. Teritoriilor dependente și țărilor constitutive care sunt părți ale statelor suverane nu li se atribuie o poziție numerotată. În plus, statele suverane cu recunoaștere limitată sunt incluse, dar nu li se atribuie o poziție numerică.
| Loc | Stat/Teritoriu                              | Populație     | Data estimării     | % din pop. lumii | Sursă                                                                  |
| --- | ------------------------------------------- | ------------- | ------------------ | ---------------- | ---------------------------------------------------------------------- |
| 1   | India                                       | 1.460.175.863 | 20 martie 2025     | 17,78%           | Estimare ONU                                                           |
| 2   | China                                       | 1.417.003.587 | 20 martie 2025     | 17,2%            | Estimare oficială                                                      |
| 3   | Statele Unite ale Americii                  | 341.495.347   | 19 martie 2025     | 4,21%            | Estimare oficială                                                      |
| 4   | Indonezia                                   | 278.696.200   | 19 februarie 2024  | 3,44%            | Estimare oficială                                                      |
| 5   | Pakistan                                    | 235.825.000   | 1 iulie 2022       | 2,94%            | Proiecție ONU                                                          |
| 6   | Brazilia                                    | 219.658.000   | 2 iulie 2025       | 2,62%            | Estimare oficială                                                      |
| 7   | Nigeria                                     | 218.541.000   | 1 iulie 2022       | 2,73%            | Proiecție ONU                                                          |
| 8   | Bangladesh                                  | 169.828.911   | 15 iunie 2022      | 2,12%            | Recensământ 2022                                                       |
| 9   | Rusia                                       | 146.424.729   | 1 ianuarie 2023    | 1,75%            | Estimare oficială                                                      |
| 10  | Mexic                                       | 128.665.641   | 30 septembrie 2022 | 1,54%            | Rez.recens.2020                                                        |
| 11  | Japonia                                     | 124.630.000   | 1 februarie 2023   | 1,49%            | Estimare lunară                                                        |
| 12  | Filipine                                    | 110.515.406   | 7 februarie 2023   | 1,32%            | Estimare oficială                                                      |
| 13  | Etiopia                                     | 105.163.988   | 1 iulie 2022       | 1,26%            | Proiecția anuală națională                                             |
| 14  | Egipt                                       | 108.363.000   | 2 iulie 2025       | 1,29%            | Estimare oficială                                                      |
| 15  | Vietnam                                     | 99.460.000    | 1 decembrie 2022   | 1,19%            | Estimare oficială                                                      |
| 16  | Republica Democrată Congo                   | 95.241.000    | 1 iulie 2022       | 1,14%            | Estimare ONU                                                           |
| 17  | Iran                                        | 88.561.000    | 2 iulie 2025       | 1,058%           | Estimare oficială                                                      |
| 18  | Turcia                                      | 84.680.273    | 31 decembrie 2021  | 1,01%            | Estimare oficială                                                      |
| 19  | Germania                                    | 84.270.625    | 30 septembrie 2022 | 1,01%            | Estimare oficială                                                      |
| 20  | Franța                                      | 68.042.591    | 1 ianuarie 2023    | 0,81%            | Estimare oficială                                                      |
| 21  | Regatul Unit                                | 67.081.234    | 30 iunie 2020      | 0,8%             | Estimare oficială                                                      |
| 22  | Thailanda                                   | 67.231.400    | 2 iulie 2025       | 0,803%           | Estimare oficială Arhivat în 31 ianuarie 2016, la Wayback Machine.     |
| 23  | Tanzania                                    | 61.741.120    | 23 august 2022     | 0,74%            | Rezultate recensământ                                                  |
| 24  | Africa de Sud                               | 60.604.992    | 1 iulie 2022       | 0,72%            | Estimare oficială                                                      |
| 25  | Italia                                      | 58.887.359    | 31 octombrie 2023  | 0,7%             | Estimare oficială                                                      |
| 26  | Myanmar                                     | 55.770.232    | 1 iulie 2022       | 0,67%            | Proiecție anuală                                                       |
| 27  | Coreea de Sud                               | 51.439.038    | 31 decembrie 2022  | 0,61%            | Estimare oficială                                                      |
| 28  | Columbia                                    | 51.049.498    | 30 iunie 2021      | 0,61%            | Estimare ONU                                                           |
| 29  | Spania                                      | 47.615.034    | 1 iulie 2022       | 0,57%            | Estimare oficială Arhivat în 28 iunie 2017, la Wayback Machine.        |
| 30  | Kenya                                       | 47.564.296    | 31 august 2019     | 0,57%            | Estimare ONU                                                           |
| 31  | Argentina                                   | 47.327.407    | 18 mai 2022        | 0,57%            | Rez prel. ref. 2022 Arhivat în 19 mai 2022, la Wayback Machine.        |
| 32  | Algeria                                     | 45.400.000    | 1 ianuarie 2022    | 0,54%            | Estimare oficială                                                      |
| 33  | Sudan                                       | 45.360.150    | 2 iulie 2025       | 0,54%            | [ 7 ]                                                                  |
| 34  | Uganda                                      | 42.885.900    | 1 iulie 2021       | 0,51%            | Estimare oficială                                                      |
| 35  | Irak                                        | 41.190.700    | 1 iulie 2021       | 0,49%            | Estimare oficilă                                                       |
| 36  | Ucraina                                     | 41.130.432    | 1 februarie 2022   | 0,49%            | Estimare națională                                                     |
| 37  | Canada                                      | 40.221.400    | 2 iulie 2025       | 0,48%            | Estimare oficială                                                      |
| 38  | Polonia                                     | 37.767.000    | 31 decembrie 2023  | 0,45%            | Estimare oficială                                                      |
| 39  | Maroc                                       | 37.705.300    | 2 iulie 2025       | 0,45%            | Estimare națională                                                     |
| 40  | Uzbekistan                                  | 36.098.553    | 2 iulie 2025       | 0,43%            | Estimare oficială                                                      |
| 41  | Arabia Saudită                              | 34.110.821    | 1 iulie 2021       | 0,41%            | Estimare oficială Arhivat în 3 august 2020, la Wayback Machine.        |
| 42  | Yemen                                       | 33.697.000    | 1 iulie 2022       | 0,4%             | Proiecție ONU                                                          |
| 43  | Peru                                        | 33.396.698    | 1 iulie 2022       | 0,4%             | Estimare oficială                                                      |
| 44  | Angola                                      | 33.086.278    | 30 iunie 2022      | 0,4%             | Estimare oficială                                                      |
| 45  | Malaysia                                    | 33.034.300    | 2 iulie 2025       | 0,39%            | Estimare oficială                                                      |
| 46  | Afghanistan                                 | 32.890.171    | 1 iulie 2020       | 0,39%            | Estimare oficială                                                      |
| 47  | Mozambic                                    | 31.616.078    | 1 iulie 2022       | 0,38%            | Estimare ONU                                                           |
| 48  | Ghana                                       | 30.792.608    | 27 iunie 2021      | 0,37%            | Estimare oficială                                                      |
| 49  | Coasta de Fildeș                            | 29.389.150    | 14 decembrie 2021  | 0,35%            | Estimare oficială                                                      |
| 50  | Nepal                                       | 29.192.480    | 11 noiembrie 2021  | 0,35%            | Estimare oficială Arhivat în 1 aprilie 2019, la Wayback Machine.       |
| 51  | Venezuela                                   | 28.302.000    | 1 iulie 2022       | 0,35%            | Proiecție ONU                                                          |
| 52  | Madagascar                                  | 26.923.353    | 1 iulie 2021       | 0,32%            | Estimare oficială Arhivat în 12 aprilie 2019, la Wayback Machine.      |
| 53  | Australia                                   | 26.627.800    | 2 iulie 2025       | 0,318%           | Estimare oficială                                                      |
| 54  | Coreea de Nord                              | 25.660.000    | 1 iulie 2021       | 0,31%            | Estimare oficială                                                      |
| 55  | Camerun                                     | 24.348.251    | 1 iulie 2019       | 0,29%            | Estimare oficială Arhivat în 24 februarie 2021, la Wayback Machine.    |
| 56  | Niger                                       | 24.112.753    | 1 iulie 2021       | 0,28%            | Estimare oficială                                                      |
| -   | Republica China (Taiwan)                    | 23.375.314    | 31 decembrie 2021  | 0,28%            | Estimare oficială                                                      |
| 57  | Mali                                        | 22.594.000    | 1 iulie 2022       | 0,27%            | Proiecție ONU                                                          |
| 58  | Burkina Faso                                | 22.185.654    | 1 iulie 2022       | 0,26%            | Proiecție națională                                                    |
| 59  | Sri Lanka                                   | 22.181.000    | 1 iulie 2022       | 0,26%            | Estimare oficială                                                      |
| 60  | Siria                                       | 22.125.000    | 1 iulie 2021       | 0,26%            | Proiecție ONU                                                          |
| 61  | Malawi                                      | 21.507.723    | 1 iulie 2022       | 0,26%            | Estimare anuală                                                        |
| 62  | Chile                                       | 19.828.563    | 30 iunie 2022      | 0,24%            | Estimare oficială                                                      |
| 63  | Kazakhstan                                  | 19.812.476    | 2 iulie 2025       | 0,24%            | Estimare oficială Arhivat în 22 martie 2019, la Wayback Machine.       |
| 64  | Zambia                                      | 20,569,737    | 20 octombrie 2023  | 0,23%            | Recensământ 2023                                                       |
| 65  | România                                     | 19,053,815    | 1 decembrie 2021   | 0,238%           | Recensământ 2023]                                                      |
| 66  | Ecuador                                     | 18.752.600    | 2 iulie 2025       | 0,224%           | Estimare oficială                                                      |
| 67  | Țările de Jos                               | 18.122.000    | 2 iulie 2025       | 0,216%           | Proiecție națională                                                    |
| 68  | Somalia                                     | 17.598.000    | 1 iulie 2021       | 0,21%            | Proiecție ONU                                                          |
| 69  | Senegal                                     | 17.223.497    | 1 iulie 2021       | 0,21%            | Estimare oficială                                                      |
| 70  | Guatemala                                   | 17.109.746    | 1 iulie 2021       | 0,2%             | Estimare oficială                                                      |
| 71  | Ciad                                        | 16.818.391    | 1 iulie 2021       | 0,2%             | Estimare anuală                                                        |
| 72  | Cambodgia                                   | 15.552.211    | 3 martie 2019      | 0,19%            | Estimare oficială                                                      |
| 73  | Zimbabwe                                    | 15.178.979    | 20 aprilie 2022    | 0,18%            | Estimare oficială                                                      |
| 74  | Sudanul de Sud                              | 13.249.924    | 1 iulie 2020       | 0,16%            | Estimare oficială Arhivat în 12 aprilie 2019, la Wayback Machine.      |
| 75  | Rwanda                                      | 12.955.768    | 1 iulie 2021       | 0,15%            | Estimare oficială                                                      |
| 76  | Guinea                                      | 12.907.395    | 1 iulie 2021       | 0,15%            | Estimare oficială                                                      |
| 77  | Burundi                                     | 12.574.571    | 1 iulie 2021       | 0,15%            | Estimare oficială                                                      |
| 78  | Benin                                       | 12.506.347    | 1 iulie 2021       | 0,15%            | Estimare oficială                                                      |
| 79  | Bolivia                                     | 12.006.031    | 1 iulie 2022       | 0,14%            | Estimare oficială                                                      |
| 80  | Tunisia                                     | 11.803.588    | 1 ianuarie 2022    | 0,14%            | Estimare semi-anuală națională                                         |
| 81  | Haiti                                       | 11.743.017    | 1 iulie 2020       | 0,14%            | Estimare oficială                                                      |
| 82  | Belgia                                      | 11.730.564    | 1 noiembrie 2022   | 0,14%            | Estimare oficială Arhivat în 17 noiembrie 2014, la Wayback Machine.    |
| 83  | Iordania                                    | 12.037.300    | 2 iulie 2025       | 0,144%           | Estimare oficială                                                      |
| 84  | Cuba                                        | 11.113.215    | 31 decembrie 2021  | 0,13%            | Estimare oficială Arhivat în 11 septembrie 2019, la Wayback Machine.   |
| 85  | Republica Dominicană                        | 10.535.535    | 1 iulie 2021       | 0.13%            | Estimare oficială                                                      |
| 86  | Republica Cehă                              | 10.526.937    | 30 septembrie 2022 | 0,13%            | Estimare oficială                                                      |
| 87  | Suedia                                      | 10.521.556    | 31 decembrie 2022  | 0.13%            | Estimare oficială                                                      |
| 88  | Grecia                                      | 10.432.481    | 23 noiembrie 2021  | 0,12%            | Estimare oficială                                                      |
| 89  | Portugalia                                  | 10.344.802    | 19 aprilie 2021    | 0,12%            | Estimare oficială                                                      |
| 90  | Azerbaijan                                  | 10.127.145    | 1 ianuarie 2023    | 0,12%            | Estimare oficială                                                      |
| 91  | Israel                                      | 10.124.200    | 2 iulie 2025       | 0,121%           | Estimare oficială                                                      |
| 92  | Ungaria                                     | 9.678.000     | 1 ianuarie 2023    | 0,12%            | Estimare oficială                                                      |
| 93  | Honduras                                    | 9.546.178     | 1 iulie 2021       | 0,11%            | Estimare oficială                                                      |
| 94  | Tajikistan                                  | 9.504.000     | 1 ianuarie 2021    | 0,11%            | Estimare oficială                                                      |
| 95  | Emiratele Arabe Unite                       | 9.282.410     | 31 decembrie 2020  | 0,11%            | Estimare oficială                                                      |
| 96  | Belarus                                     | 9.255.524     | 1 ianuarie 2022    | 0,11%            | Estimare oficială                                                      |
| 97  | Papua Noua Guinee                           | 9.122.994     | 1 iulie 2021       | 0,11%            | Estimare anuală oficială Arhivat în 13 iulie 2019, la Wayback Machine. |
| 98  | Austria                                     | 9.106.126     | 1 ianuarie 2023    | 0,11%            | Estimare oficială                                                      |
| 99  | Elveția                                     | 8.789.726     | 30 septembrie 2022 | 0,1%             | Estimare oficială                                                      |
| 100 | Sierra Leone                                | 8.494.260     | 1 iulie 2022       | 0,101%           | Estimare oficială                                                      |
| 101 | Togo                                        | 8.095.498     | 8 noiembrie 2023   | 0,097%           | Rezultate recensamânt                                                  |
| 102 | Paraguay                                    | 7.353.038     | 1 iulie 2021       | 0,088%           | Estimare oficială                                                      |
| 103 | Laos                                        | 7.337.783     | 1 iulie 2021       | 0,088%           | Proiecție națională                                                    |
| 104 | Kîrgîzstan                                  | 7.000.000     | 1 noiembrie 2022   | 0,084%           | Estimare oficială                                                      |
| 105 | El Salvador                                 | 6.825.935     | 1 iulie 2021       | 0,082%           | Estimare oficială                                                      |
| 106 | Libia                                       | 6.812.000     | 1 iulie 2022       | 0,081%           | Estimare ONU                                                           |
| 107 | Serbia                                      | 6.690.887     | 31 octombrie 2022  | 0,08%            | Estimare oficială                                                      |
| 108 | Nicaragua                                   | 6.595.674     | 30 iunie 2020      | 0,079%           | Estimare oficială Arhivat în 21 decembrie 2018, la Wayback Machine.    |
| 109 | Bulgaria                                    | 6.520.314     | 7 septembrie 2021  | 0,082%           | Estimare oficială                                                      |
| 110 | Turkmenistan                                | 6.118.000     | 1 iulie 2021       | 0,073%           | Estimare ONU                                                           |
| 111 | Congo                                       | 5.970.000     | 1 iulie 2021       | 0,071%           | Estimare ONU                                                           |
| 112 | Danemarca                                   | 5.932.654     | 1 ianuarie 2023    | 0,071%           | Estimare oficială                                                      |
| 113 | Republica Centrafricană                     | 5.633.412     | 1 iulie 2020       | 0,067%           | Estimare oficială                                                      |
| 114 | Finlanda                                    | 5.528.796     | 30 septembrie 2022 | 0,066%           | Estimare oficială                                                      |
| 115 | Liban                                       | 5.490.000     | 1 iulie 2021       | 0,066%           | Proiecție ONU                                                          |
| 116 | Singapore                                   | 5.453.600     | 30 iunie 2021      | 0,065%           | Estimare oficială                                                      |
| 117 | Norvegia                                    | 5.455.582     | 30 iunie 2022      | 0,065%           | Estimare oficială                                                      |
| 118 | Slovacia                                    | 5.434.712     | 31 decembrie 2021  | 0,065%           | Estimare oficială                                                      |
| 119 | Palestina                                   | 5.227.193     | 1 iulie 2021       | 0,062%           | Estimare oficială Arhivat în 12 aprilie 2019, la Wayback Machine.      |
| 120 | Costa Rica                                  | 5.163.038     | 30 iunie 2021      | 0,062%           | Proiecție anuală                                                       |
| 121 | Noua Zeelandă                               | 5.232.740     | 2 iulie 2025       | 0,0625%          | Estimare oficială Arhivat în 24 noiembrie 2017, la Wayback Machine.    |
| 122 | Irlanda                                     | 5.123.536     | 3 aprile 2022      | 0,061%           | Estimare oficială                                                      |
| 123 | Kuwait                                      | 4.670.713     | 31 decembrie 2020  | 0,056%           | Estimare oficială                                                      |
| 124 | Liberia                                     | 4.661.010     | 1 iulie 2021       | 0,056%           | Estimare oficială Arhivat în 24 februarie 2021, la Wayback Machine.    |
| 125 | Oman                                        | 4.527.446     | 31 decembrie 2021  | 0,054%           | estimare oficială                                                      |
| 126 | Panama                                      | 4.278.500     | 1 iulie 2020       | 0,051%           | Estimare oficială                                                      |
| 127 | Mauritania                                  | 4.271.197     | 1 iulie 2021       | 0,051%           | Estimare oficială Arhivat în 25 februarie 2021, la Wayback Machine.    |
| 128 | Croația                                     | 3.888.529     | 31 august 2021     | 0,046%           | Estimare oficială                                                      |
| 129 | Georgia                                     | 3.688.600     | 1 ianuarie 2022    | 0,044%           | Estimare oficială                                                      |
| 130 | Eritreea                                    | 3.601.000     | 1 iulie 2021       | 0,043%           | Estimare ONU                                                           |
| 131 | Uruguay                                     | 3.554.915     | 30 iunie 2021      | 0,042%           | Estimare oficială                                                      |
| 132 | Mongolia                                    | 3.459.084     | 2 iulie 2025       | 0,041%           | Estimare oficială                                                      |
| 133 | Bosnia și Herțegovina                       | 3.320.954     | 1 iulie 2020       | 0,04%            | Estimare oficială                                                      |
| –   | Puerto Rico (SUA)                           | 3.285.874     | 1 aprilie 2020     | 0,039%           | Estimare oficială                                                      |
| 134 | Armenia                                     | 2.963.900     | 31 martie 2021     | 0,035%           | Estimare oficială                                                      |
| 135 | Lituania                                    | 2.830.097     | 1 iulie 2022       | 0,034%           | Estimare oficială                                                      |
| 136 | Qatar                                       | 2.799.202     | 31 iulie 2019      | 0,033%           | Estimare oficială                                                      |
| 137 | Albania                                     | 2.793.592     | 1 ianuarie 2022    | 0,033%           | Estimare oficială Arhivat în 22 martie 2019, la Wayback Machine.       |
| 138 | Jamaica                                     | 2.734.093     | 31 decembrie 2019  | 0,033%           | Estimare oficială                                                      |
| 139 | Moldova                                     | 2.597.100     | 1 ianuarie 2021    | 0,031%           | Estimare oficială[nefuncțională]                                       |
| 140 | Namibia                                     | 2.550.226     | 1 iulie 2021       | 0,03%            | Estimare oficială                                                      |
| 141 | Gambia                                      | 2.487.000     | 1 iulie 2021       | 0,03%            | Estimare ONU                                                           |
| 142 | Botswana                                    | 2.410.338     | 1 iulie 2021       | 0,029%           | Estimare oficială                                                      |
| 143 | Gabon                                       | 2.233.272     | 1 iulie 2021       | 0,027%           | Estimare ONU                                                           |
| 144 | Lesotho                                     | 2.159.000     | 1 iulie 2021       | 0,026%           | Rez.recensământ 2016                                                   |
| 145 | Slovenia                                    | 2.108.977     | 1 ianuarie 2021    | 0,025%           | Estimare oficială Arhivat în 25 februarie 2021, la Wayback Machine.    |
| 146 | Letonia                                     | 1.893.400     | 1 iunie 2022       | 0,023%           | Estimare oficială                                                      |
| 147 | Macedonia de Nord                           | 1.832.696     | 1 noiembrie 2021   | 0,022%           | Recensământ 2021                                                       |
| –   | Kosovo                                      | 1.798.188     | 31 decembrie 2020  | 0,021%           | Estimare oficială[nefuncțională]                                       |
| 148 | Guinea-Bissau                               | 1.646.077     | 1 iulie 2021       | 0,02%            | Proiecție națională                                                    |
| 149 | Guineea Ecuatorială                         | 1.505.588     | 1 iulie 2021       | 0,018%           | Estimare oficială Arhivat în 20 aprilie 2017, la Wayback Machine.      |
| 150 | Bahrain                                     | 1.501.635     | 17 martie 2020     | 0,018%           | Estimare oficială                                                      |
| 151 | Trinidad-Tobago                             | 1.366.725     | 30 iunie 2020      | 0,016%           | Estimare oficială                                                      |
| 152 | Estonia                                     | 1.329.460     | 1 ianuarie 2021    | 0,016%           | Estimare oficială Arhivat în 17 ianuarie 2019, la Wayback Machine.     |
| 153 | Timorul de Est                              | 1.317.780     | 1 iulie 2021       | 0,016%           | Estimare oficială Arhivat în 12 aprilie 2019, la Wayback Machine.      |
| 154 | Mauritius                                   | 1.266.000     | 1 iulie 2020       | 0,015%           | Estimare oficială                                                      |
| 155 | Eswatini                                    | 1.202.000     | 1 iulie 2021       | 0,014%           | Proiecție ONU                                                          |
| 156 | Djibouti                                    | 962.452       | 1 iulie 2018       | 0,011%           | Proiecție națională                                                    |
| 157 | Fiji                                        | 889.327       | 1 iulie 2019       | 0,011%           | Rez. oficiale recensământ                                              |
| 158 | Cipru                                       | 888.005       | 31 decembrie 2019  | 0,011%           | Estimare oficială                                                      |
| 159 | Bhutan                                      | 763.200       | 30 mai 2022        | 0,0091%          | Proiecție națională                                                    |
| 160 | Comore                                      | 758.316       | 15 decembrie 2017  | 0,009%           | Estimare oficială                                                      |
| 161 | Guyana                                      | 743.699       | 1 iulie 2019       | 0,0089%          | Estimare ONU                                                           |
| 162 | Insulele Solomon                            | 728.041       | 1 iulie 2021       | 0,0087%          | Estimare oficială                                                      |
| –   | Macau (China)                               | 683.200       | 31 decembrie 2021  | 0,0082%          | Estimare oficială                                                      |
| 163 | Luxemburg                                   | 645.397       | 1 ianuarie 2022    | 0,0077%          | Estimare oficială                                                      |
| 164 | Muntenegru                                  | 621.306       | 1 iulie 2020       | 0,0074%          | Estimare oficială                                                      |
| –   | Sahara Occidentală                          | 612.000       | 1 iulie 2021       | 0,0073%          | Estimare ONU                                                           |
| 165 | Surinam                                     | 598.000       | 1 iulie 2019       | 0,0071%          | Estimare ONU                                                           |
| 166 | Capul Verde                                 | 563.198       | 1 iulie 2021       | 0,0067%          | Estimare oficială                                                      |
| 167 | Malta                                       | 519.562       | 21 noiembrie 2021  | 0,0062%          | Estimare oficială Arhivat în 3 aprilie 2019, la Wayback Machine.       |
| 168 | Maldive                                     | 515.122       | 13 septembrie 2022 | 0,0046%          | Estimare oficială                                                      |
| 169 | Belize                                      | 441.471       | 1 iulie 2021       | 0,0053%          | Estimare oficială Arhivat în 4 decembrie 2015, la Wayback Machine.     |
| 170 | Brunei                                      | 440.715       | 1 iulie 2021       | 0,0053%          | Estimare oficială Arhivat în 20 martie 2017, la Wayback Machine.       |
| 171 | Bahamas                                     | 393.450       | 1 iulie 2021       | 0,0047%          | Estimare oficială                                                      |
| 172 | Islanda                                     | 390.830       | 1 aprilie 2023     | 0,0047%          | Estimare oficială                                                      |
| –   | Ciprul de Nord                              | 382.836       | 31 decembrie 202   | 0,0046%          | Estimare oficială Arhivat în 13 octombrie 2022, la Wayback Machine.    |
| –   | Transnistria                                | 306.000       | 1 ianuarie 2018    | 0,0037%          | Estimare 2021                                                          |
| 173 | Vanuatu                                     | 301295        | 1 iulie 2021       | 0,0036%          | Estimare oficială Arhivat în 13 iulie 2019, la Wayback Machine.        |
| 174 | Barbados                                    | 288.000       | 1 iulie 2021       | 0,0034%          | Estimare ONU                                                           |
| –   | Polinezia Franceză (Franța)                 | 279.890       | 1 iulie 2021       | 0,0033%          | Rez. recensământ                                                       |
| –   | Noua Caledonie (Franța)                     | 273.674       | 1 iulie 2021       | 0,0033%          | Estimare oficială                                                      |
| –   | Abhazia                                     | 245.424       | 1 ianuarie 2020    | 0,0029%          | Estimare oficială Arhivat în 29 ianuarie 2019, la Wayback Machine.     |
| 175 | São Tomé și Príncipe                        | 214.610       | 1 iulie 2021       | 0,0026%          | Estimare oficială Arhivat în 24 ianuarie 2019, la Wayback Machine.     |
| 176 | Samoa                                       | 199.853       | 1 iulie 2021       | 0,0024%          | Estimare oficială Arhivat în 3 aprilie 2019, la Wayback Machine.       |
| 177 | Sfânta Lucia                                | 178.696       | 1 iulie 2020       | 0,0021%          | Estimare ONU                                                           |
| –   | Guam (SUA)                                  | 153.836       | 1 aprilie 2020     | 0%               | Estimare oficială Arhivat în 13 iulie 2019, la Wayback Machine.        |
| –   | Curaçao (Țările de Jos)                     | 153.671       | 1 ianuarie 2021    | 0,0018%          | Estimare ONU                                                           |
| –   | Arțah                                       | 148.900       | 1 ianuarie 2021    | 0,0018%          | Estimare oficială Arhivat în 17 octombrie 2019, la Wayback Machine.    |
| 178 | Kiribati                                    | 120.740       | 1 iulie 2021       | 0,0014%          | Estimare oficială Arhivat în 13 iulie 2019, la Wayback Machine.        |
| 179 | Grenada                                     | 113.000       | 1 iulie 2021       | 0,0013%          | Estimare ONU                                                           |
| –   | Aruba (Țările de Jos)                       | 111.050       | 31 decembrie 2020  | 0,0013%          | Estimare ONU                                                           |
| 180 | Sfântul Vicențiu și Grenadine               | 110.696       | 1 iulie 2020       | 0,0013%          | Estimare oficială                                                      |
| –   | Jersey (UK)                                 | 107.800       | 31 decembrie 2019  | 0,0013%          | Estimare oficială                                                      |
| 181 | Statele Federate ale Microneziei            | 105.754       | 1 iulie 2021       | 0,0013%          | Estimare oficială Arhivat în 13 iulie 2019, la Wayback Machine.        |
| 182 | Tonga                                       | 99.532        | 1 iulie 2021       | 0,0012%          | Proiecșie națională                                                    |
| 183 | Antigua și Barbuda                          | 99.337        | 1 iulie 2021       | 0,0012%          | Estimare ONU                                                           |
| 184 | Seychelles                                  | 99.202        | 30 iunie 2021      | 0,0012%          | Estimare oficială                                                      |
| –   | Insulele Virgine Americane (SUA)            | 87.146        | 1 aprilie 2020     | 0,001%           | Estimare ONU                                                           |
| –   | Insula Man (UK)                             | 84.069        | 30 mai 2021        | 0,001%           | Rez. recensământ 2021                                                  |
| 185 | Andorra                                     | 79.535        | 31 decembrie 2021  | 0,0009%          | Estimare oficială                                                      |
| 186 | Dominica                                    | 72.000        | 1 iulie 2021       | 0,0009%          | Estimare ONU                                                           |
| –   | Insulele Cayman (UK)                        | 65.786        | 30 septembrie 2020 | 0,00079%         | Estimare oficială                                                      |
| –   | Bermuda (UK)                                | 64.055        | 1 iulie 2021       | 0,00076%         | Estimare oficială                                                      |
| –   | Guernsey (UK)                               | 63.124        | 30 iunie 2020      | 0,00075%         | Estimare oficială                                                      |
| –   | Groenlanda (Danemarca)                      | 56.562        | 1 ianuarie 2022    | 0,00068%         | Estimare oficială                                                      |
| 187 | Insulele Marshall                           | 54.516        | 1 iulie 2021       | 0,00065%         | Estimare oficială Arhivat în 13 iulie 2019, la Wayback Machine.        |
| 188 | Sfântul Kitts și Nevis                      | 54.072        | 1 iulie 2021       | 0,0006%          | Estimare ONU                                                           |
| –   | Insulele Feroe (Danemarca)                  | 54.000        | 1 iunie 2022       | 0,00064%         | Estimare oficială                                                      |
| –   | Osetia de Sud                               | 53.532        | 15 octombrie 2015  | 0,00064%         | Rez. prel.recensământ 2015                                             |
| –   | Samoa Americană (SUA)                       | 49.710        | 1 aprilie 2020     | 0,00059%         | Estimare oficială Arhivat în 13 iulie 2019, la Wayback Machine.        |
| –   | Comunitatea Insulelor Mariane de Nord (SUA) | 47.329        | 1 aprilie 2020     | 0,00057%         | Estimare oficială Arhivat în 13 iulie 2019, la Wayback Machine.        |
| –   | Insulele Turks și Caicos (UK)               | 44.542        | 1 iulie 2020       | 0,00053%         | Estimare oficială                                                      |
| –   | Sint Maarten (Țările de Jos)                | 42.577        | 1 ianuarie 2021    | 0,00051%         | Estimare ONU                                                           |
| 189 | Liechtenstein                               | 39.315        | 31 decembrie 2021  | 0%               | Estimare oficială Arhivat în 15 decembrie 2018, la Wayback Machine.    |
| 190 | Monaco                                      | 39.150        | 31 decembrie 2021  | 0,00047%         | Estimare oficială                                                      |
| –   | Gibraltar (UK)                              | 34.000        | 1 iulie 2021       | 0,00041%         | Estimare oficială                                                      |
| 191 | San Marino                                  | 33.705        | 30 martie 2022     | 0,0004%          | Estimare oficială                                                      |
| –   | Saint-Martin (Franța)                       | 32.489        | 1 ianuarie 2019    | 0,00039%         | Estimare oficială                                                      |
| –   | Insulele Åland (Finlanda)                   | 30.415        | 30 iunie 2022      | 0,00036%         | Estimare națională                                                     |
| –   | Insulele Virgine Britanice (UK)             | 30.000        | 1 iulie 2021       | 0,00036%         | Estimare ONU                                                           |
| 192 | Palau                                       | 17.957        | 1 iulie 2021       | 0,00021%         | Estimare oficială Arhivat în 13 iulie 2019, la Wayback Machine.        |
| –   | Insulele Cook(NZ)                           | 15.342        | 1 iulie 2021       | 0,00018%         | Estimare oficială Arhivat în 13 iulie 2019, la Wayback Machine.        |
| –   | Anguilla                                    | 15.000        | 1 iulie 2021       | 0,00018%         | Estimare ONU                                                           |
| 193 | Nauru                                       | 11.832        | 1 iulie 2021       | 0,00014%         | Estimare oficială Arhivat în 13 iulie 2019, la Wayback Machine.        |
| –   | Wallis și Futuna (Franța)                   | 11.369        | 1 ianuarie 2021    | 0,00014%         | Estimare oficială Arhivat în 13 iulie 2019, la Wayback Machine.        |
| 194 | Tuvalu                                      | 10.679        | 1 iulie 2021       | 0,00013%         | Estimare oficială Arhivat în 13 iulie 2019, la Wayback Machine.        |
| –   | Saint-Barthélemy (Franța)                   | 10.289        | 1 ianuarie 2019    | 0,00012%         | Estimare oficială                                                      |
| –   | Insula Sfânta Elena (UK)                    | 6.000         | 1 iulie 2021       | 0,000072%        | Rez. recensământ 2016                                                  |
| –   | Saint Pierre și Miquelon (Franța)           | 5.974         | 1 ianuarie 2019    | 0,000071%        | Estimare oficială                                                      |
| –   | Montserrat (UK)                             | 5.000         | 1 iulie 2021       | 0,000060%        | Estimare ONU                                                           |
| –   | Insulele Falkland (UK)                      | 3.800         | 1 iulie 2021       | 0,000048%        | Proiecție ONU                                                          |
| –   | Insula Crăciunului (Australia)              | 1.966         | 30 iunie 2020      | 0,000023%        | Estimare oficială                                                      |
| –   | Insula Norfolk (Australia)                  | 1.734         | 30 iunie 2020      | 0,000021%        | Estimare oficială                                                      |
| –   | Niue (NZ)                                   | 1.549         | 1 iulie 2021       | 0,000018%        | Estimare oficială Arhivat în 13 iulie 2019, la Wayback Machine.        |
| –   | Tokelau (NZ)                                | 1.501         | 1 iulie 2021       | 0,000018%        | Estimare oficială Arhivat în 13 iulie 2019, la Wayback Machine.        |
| 195 | Vatican                                     | 825           | 1 februarie 2019   | 0,000010%        | Estimare oficială                                                      |
| –   | Insulele Cocos (Australia)                  | 573           | 30 iunie 2020      | 0,0000068%       | Estimare oficială                                                      |
| –   | Insulele Pitcairn (UK)                      | 48            | 1 ianuarie 2021    | 0,00000048%      | Estimare oficială                                                      |